# Campoplex pectoralis
Campoplex pectoralis là một loài tò vò trong họ Ichneumonidae.